# FK Donji Srem
FK Donji Srem (Servisch: Фк Доњи Срем) is een Servische voetbalclub uit Pećinci.
De club werd in 1927 opgericht als Borac Pećinci. In 2009 promoveerde de club naar het derde niveau de Srpska Liga Vojvodina. Daarin werd de club in 2011 kampioen en een seizoen later werd Donji Srem tweede in de Prva Liga waardoor de club in het seizoen 2012/13 voor het eerst op het hoogste niveau speelt. In 2015 degradeerde de club en in 2016 volgde een tweede degradatie op rij.